# Villanueva del Rey
Villanueva del Rey è un comune spagnolo di 1 224 abitanti situato nella comunità autonoma dell'Andalusia.